# Gino Girolimoni
Gino Girolimoni (Roma, 1º ottobre 1889 – Roma, 19 novembre 1961) è stato un fotografo e mediatore italiano, ingiustamente accusato di essere il Mostro di Roma, un pedofilo autore di cinque omicidi rimasti irrisolti fra il 1924 e il 1927.
Alla fine degli anni venti fu messo sotto accusa come responsabile dello stupro di sette bambine e dell'omicidio di cinque di esse. Nonostante l'assenza di prove, fu vittima di una campagna mediatica che lo indicò come sicuro colpevole, su pressione del regime fascista che voleva accreditarsi come garante dell'ordine. Fu successivamente scagionato, ma ne ebbe comunque la vita sconvolta. Questo errore giudiziario rappresenta un caso emblematico degli effetti perversi sulla pubblica opinione di una campagna giornalistica. La vicenda ispirò anche un lungometraggio cinematografico del 1972, Girolimoni, il mostro di Roma. Tale fu il clamore mediatico del caso che a Roma, ma non solo, il suo cognome è rimasto per anni sinonimo di pedofilo o depravato.

## Biografia
Nato a Roma nel 1889, lavorava come fotografo e come mediatore per gli operai vittime di infortuni sul lavoro, riuscendo così a raggiungere una certa agiatezza. Nell'ansia di trovare un colpevole, venne accusato di aver ucciso cinque bambine e di avere abusato di altre due dal 1924 al 1927; venne presto scagionato, in quanto le prove a suo carico caddero alle prime verifiche, non venne neanche processato e fu prosciolto da tutte le accuse nel 1928. Il vero responsabile non venne mai trovato, mentre la vita di Girolimoni risultò segnata fino alla fine dalla vicenda del "Mostro di Roma", del quale il suo nome rimase sinonimo nonostante fosse innocente.

## Ilmostro di Roma

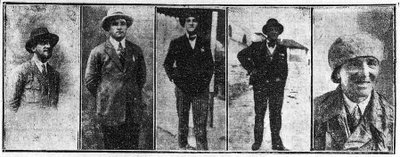
Le foto "incriminate" con Girolimoni "travestito"

Nel periodo 1924-27, Roma fu colpita da una serie di rapimenti, stupri e omicidi di cui furono vittime sette bambine. Emma Giacomini, di quattro anni, fu la prima vittima; venne rapita, mentre giocava in un giardino pubblico il 31 marzo 1924, e ritrovata la sera stessa a Monte Mario, con segni di violenza sul corpo ma ancora viva e senza segni di stupro. I giornali si fecero interpreti dell'angoscia popolare sollecitando la cattura del responsabile. Lo stesso Benito Mussolini, visto il clamore del caso, contrariato per gli insuccessi delle indagini e per evitare che il prestigio del regime ne venisse intaccato, convocò Arturo Bocchini, capo della polizia, per sollecitarlo ad arrestare al più presto il colpevole.
Pochi mesi dopo, il 4 giugno 1924, un'altra bambina, Bianca Carlieri, di 3 anni, venne ritrovata strangolata presso la basilica di San Paolo, la piccola mostrava segni di abusi sessuali; lo stesso anno, il 24 novembre 1924, un'altra bambina, Rosa Pelli, detta Rosina, di 2 anni, dopo essere stata rapita venne ritrovata assassinata presso la basilica di San Pietro. Ai funerali di Rosa parteciparono oltre centomila persone e, soprattutto nei quartieri più poveri della città, si cominciò a vivere in piena psicosi reclamando l'identificazione di un colpevole. Il regime fascista fece enormi pressioni sugli inquirenti affinché trovassero il colpevole. Seguirono altri omicidi: il 29 maggio 1925 venne ritrovata, morta sul lungotevere Gianicolense, Elsa Berni, di 6 anni, scomparsa la sera prima; il 26 agosto 1925, una bambina di 18 mesi, Celeste Tagliaferro, venne ritrovata ancora viva presso lo Scalo Tuscolano mentre Elvira Coletti, di sei anni, fu trovata vicino a ponte Michelangelo ancora viva; infine, il 12 marzo 1927 venne trovata all'Aventino, assassinata, quella che sarebbe stata l'ultima vittima del mostro, Armanda Leonardi, una bambina di 5 anni. Sulle vittime furono riscontrati gli stessi segni di violenza e abusi sessuali.
In particolare il secondo caso, quello di Bianca Carlieri (il cosiddetto delitto della Biocchetta), sollevò, per tutto il mese di giugno del 1924, un'ondata di indignazione nell'intero Paese. Ai funerali partecipò una folla immensa e, per giorni, la stampa riportò la notizia con titoli a effetto, con il risultato di alimentare il desiderio di ottenere giustizia e ristabilire l'ordine. Ma la notizia passò in secondo piano quando accadde un altro fatto di cronaca, non meno degno di allarme sociale, l'assassinio del deputato socialista Giacomo Matteotti. Solo pochi giorni prima, il 30 maggio, Matteotti aveva denunciato in Parlamento il clima di violenza e di palese illegalità con cui si erano svolte le recenti elezioni dell'aprile 1924.

### Le indagini
La polizia effettuò il fermo di numerosi invalidi, storpi e dementi, mentre il 2 luglio un vetturino di trentotto anni, Amedeo Sterbini, dal carattere violento e rissoso, si tolse la vita ingerendo un fiasco di acido muriatico, sopraffatto dalla vergogna di essere forse indicato nel quartiere come l'assassino. Nelle sue tasche furono trovate due lettere nelle quali si proclamava innocente e sosteneva che preferiva uccidersi temendo di essere arrestato. La pressione dei superiori, dei media e dell'opinione pubblica spinse la polizia a cercare immediatamente un colpevole e, nonostante le numerose testimonianze che descrivevano l'assassino come un uomo alto, sulla cinquantina, ben vestito e con i baffi, i poliziotti arrestarono Gino Girolimoni, un mediatore di cause per infortuni conosciuto da tutti come un giovane simpatico ed educato. La notizia del suo arresto fu pubblicata dai giornali con grande rilievo che annunciavano che finalmente era stato catturato il "mostro di Roma".
Il 9 maggio 1927 l'Agenzia Stefani scrisse che dopo "laboriose indagini" erano state raccolte "prove irrefutabili" contro di lui. Anche il criminalista Samuele Ottolenghi, seguace delle teorie lombrosiane, pretese di ravvisare nei tratti somatici dell'arrestato i segni caratteristici del criminale.
Girolimoni venne fermato a seguito di quanto riportato da una bambina di tredici anni, a servizio come cameriera, che raccontò al padrone di casa di un uomo che ogni tanto le parlava; il padrone di casa, insospettito, attese che lo sconosciuto si facesse vivo e ne annotò i numeri di targa informando la polizia che quindi risalì a Girolimoni. Le prove contro di lui erano inconsistenti; all'epoca si arrivò a mettere in risalto che nel suo armadio erano stati trovati 12 abiti, a dimostrazione che era un trasformista e che usava abiti diversi per colpire e sfuggire alla polizia. Nonostante la mancanza di prove concrete, gli inquirenti fecero pressione su Girolimoni affinché confessasse, ma senza riuscirci nonostante i quattro mesi di isolamento che trascorse nel carcere di Regina Coeli. Venne anche accusato di altri delitti, come l'assassinio di una bambina a Padova nel 1919. Tutto finì quando, l'8 marzo 1928, venne prosciolto da ogni accusa, per le discordanze rilevate nelle testimonianze raccolte sia prima che dopo l'arresto. Va ricordato che contro Girolimoni erano state fabbricate delle prove atte a incriminarlo. Girolimoni, difeso dall'avvocato Ottavio Libotte, venne prosciolto dal giudice istruttore Rosario Marciano, dopo che lo stesso pubblico ministero, Mariangeli, ne aveva chiesto l'assoluzione "per non aver commesso il fatto". Nel frattempo aveva scontato undici mesi di carcere. Il proscioglimento passò però sotto silenzio e la notizia, per ragioni di convenienza politica, venne relegata dai giornali, con scarsa evidenza, nelle pagine interne: il giornale romano La Tribuna ne diede notizia in un trafiletto a pagina quattro. La sua vita, nonostante l'assoluzione, fu irrimediabilmente sconvolta e non ebbe alcun indennizzo per l'ingiusta accusa.

### Eventi successivi
Girolimoni, non riuscendo più a proseguire il suo lavoro, perse ben presto il suo discreto patrimonio, cercando in seguito di sopravvivere riparando biciclette o facendo il ciabattino nei popolari quartieri di San Lorenzo e Testaccio. Morì, poverissimo, nel 1961.
Ai funerali, celebrati il 26 novembre nella basilica di San Lorenzo fuori le mura, parteciparono solo pochi amici, fra i quali il commissario Giuseppe Dosi. La salma fu tumulata nel cimitero del Verano a spese di alcuni amici nella tomba di un conoscente, per essere successivamente traslata in una fossa a terra e infine dispersa nell'ossario comune. Nel 2015 una signora romana che aveva preso a cuore la storia di Girolimoni ha fatto apporre a sue spese una lapide nell'ossario comune del cimitero.

### Altre indagini
Durante la carcerazione di Girolimoni, il commissario Giuseppe Dosi ottenne la riapertura del caso, convinto dell'estraneità di Girolimoni e per questo fu osteggiato dai suoi superiori e il suo impegno duramente punito: arrestato, venne internato per diciassette mesi in un manicomio criminale. Liberato nel 1940, fu reintegrato nella polizia solo dopo la caduta del fascismo. Ebbe in seguito importanti incarichi anche internazionali e scrisse un libro sul caso.
Dosi, durante le indagini, individuò come probabile indiziato Ralph Lyonel Brydges, un pastore protestante inglese che aveva alle spalle dei precedenti per molestie sessuali a minori, ma che non era stato mai processato. Il 13 aprile 1928 con un mandato perquisì la cabina della nave dove Brydges alloggiava, trovandovi un quaderno ove erano appuntati, con la grafia del religioso, il nome di uno dei luoghi in cui era avvenuto uno degli omicidi del mostro di Roma, fazzoletti identici a quelli che l'assassino usava per strangolare le sue vittime e dei ritagli di giornali internazionali che riportavano notizie di omicidi di giovani vittime.
Nonostante queste prove, alle quali si aggiunsero il ritrovamento di un asciugamani con le iniziali del pastore (R.L.) in prossimità del corpo di una vittima, alcune pagine bruciate di un catalogo in inglese di prodotti religiosi di fianco a quello di un'altra bambina, Brydges non fu mai accusato, grazie alle pressioni diplomatiche britanniche e alla volontà del governo italiano di mantenere buoni rapporti con la Gran Bretagna. Rinchiuso in osservazione al manicomio di Santa Maria della Pietà, fu rilasciato senza conseguenze e lasciò l'Italia. In realtà, a dispetto delle indagini di Dosi, Brydges non parlava italiano, non disponeva di un'automobile e i testimoni diedero indicazioni troppo confuse per poter risalire univocamente a lui come a chiunque altro. Per almeno uno dei delitti era inoltre in vacanza nel nord Italia.

## Influenza culturale

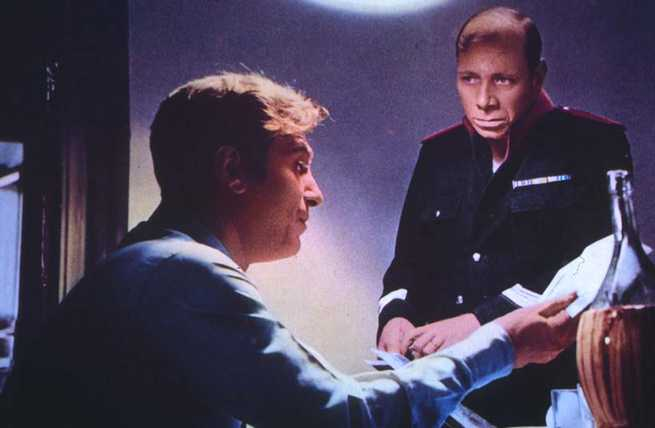
Nino Manfredi (a sinistra) interpreta Girolimoni nel film di Damiano Damiani

- A Roma e dintorni, ma non solo, il nome Girolimoni viene usato come sinonimo di pedofilo[5][6], tale è stato l'impatto sull'immaginario popolare capitolino.
- Girolimoni, il mostro di Roma, (1972): film di Damiano Damiani e interpretato da Nino Manfredi.
- Nel film Parenti serpenti di Mario Monicelli, il personaggio interpretato da Alessandro Haber, nella scena in cui confessa alla famiglia la sua omosessualità, esclama, mentre sua sorella fa uscire i bambini dalla stanza, "È arrivato Girolimoni!".
- Nel film Eccezzziunale... veramente di Carlo Vanzina, il personaggio interpretato da Diego Abatantuono, nella scena in cui denuncia il furto del camion al commissario Renzo Ozzano, esclama riferendosi allo slavo, "So che lui è molto amico di Girolimoni se questo può essere un indizio. Un amico anche mio, un ragazzo di Roma".
- Le sue vicissitudini giudiziarie sono state riportate all'attenzione del pubblico nel marzo 2009 dalla trasmissione televisiva Chi l'ha visto?, che gli ha dedicato un ampio servizio in più di una puntata (l'ultima andata in onda il 1º aprile) e dalla deputata Rita Bernardini[15].
- Nel 2007 il gruppo rock Presi per caso ha dedicato l'album Girolimoni (Lettera aperta a favore del concittadino Gino G.) alla memoria di Girolimoni; i testi delle canzoni sono scritti da Salvatore Ferraro, chitarrista del gruppo e a sua volta al centro di un famoso caso mediatico di omicidio.
- Nel romanzo Quer pasticciaccio brutto de via Merulana di Carlo Emilio Gadda, il caso Pirroficoni può essere letto come un riferimento al caso Girolimoni.